# Hippothoa balanophila
Hippothoa balanophila är en mossdjursart som beskrevs av Winston och Hakansson 1986. Hippothoa balanophila ingår i släktet Hippothoa och familjen Hippothoidae. Inga underarter finns listade i Catalogue of Life.